# Anisoplia babylonica
Anisoplia babylonica är en skalbaggsart som beskrevs av Rudolph Petrovitz 1973. Anisoplia babylonica ingår i släktet Anisoplia och familjen Rutelidae. Inga underarter finns listade i Catalogue of Life.